# Phân họ Thủy vu
Phân họ Thủy vu (danh pháp khoa học: Calloideae) là một phân họ đơn chi và đơn loài trong họ Ráy (Araceae). Chi duy nhất trong phân họ này là Calla, mặc dù trong quá khứ theo phân loại Engler cho họ Araceae thì nó bao gồm cả các chi Lysichiton, Symplocarpus, Orontium (nay đều thuộc phân họ Orontioideae), và Calla. Phân họ này sau đó đã được biến thành đơn chi và coi là thuộc tông Callea. Loài duy nhất hiện nay trong phân họ Calloideae là thủy vu (Calla palustris), thường được tìm thấy trong các môi trường sống đầm lầy tại Bắc bán cầu. Các tế bào hình kim phân nhánh không có trong hoa.